# 2001 FIFAワールドユース選手権
2001 FIFAワールドユース選手権は、2001年6月17日から7月8日にかけてアルゼンチン共和国で開催された20歳以下の世界選手権である。大会はブエノスアイレス、コルドバ、メンドーサ、ロサリオ、サルタ、マル・デル・プラタの6都市で合計52試合が行われ、地元のアルゼンチンが2大会ぶり4度目の優勝を飾った。また、アルゼンチンのハビエル・サビオラが得点王とMVPに輝いた。

## 出場国
| - アジア AFC - イラク (6大会振り3回目) - イラン (12大会振り2回目) - 中華人民共和国 (2大会振り4回目) - 日本 (4大会連続5回目) - アフリカ CAF - アンゴラ (初出場) - エジプト (5大会振り3回目) - エチオピア (初出場) - ガーナ (3大会連続4回目) - オセアニア OFC - オーストラリア (6大会連続10回目) - 北・中米・カリブ海 CONCACAF - アメリカ合衆国 (3大会連続8回目) - カナダ (2大会振り4回目) - コスタリカ (2大会振り4回目) - ジャマイカ (初出場) | - 南米 CONMEBOL - アルゼンチン (5大会連続9回目) 開催国 - エクアドル (初出場) - チリ (3大会振り3回目) - パラグアイ (3大会連続6回目) - ブラジル (11大会連続12回目) - ヨーロッパ UEFA - ウクライナ (初出場) - オランダ (3大会振り3回目) - チェコ (6大会振り3回目) - ドイツ (2大会連続7回目) - フィンランド (初出場) - フランス (2大会振り3回目) |

## グループリーグ

### グループA
| チーム       | 試 | 勝 | 分 | 敗 | 得 | 失 | 差  | 点 |
| ------------ | -- | -- | -- | -- | -- | -- | --- | -- |
| アルゼンチン | 3  | 3  | 0  | 0  | 14 | 2  | +12 | 9  |
| エジプト     | 3  | 1  | 1  | 1  | 3  | 8  | −5  | 4  |
| フィンランド | 3  | 1  | 0  | 2  | 2  | 4  | −2  | 3  |
| ジャマイカ   | 3  | 0  | 1  | 2  | 1  | 6  | −5  | 1  |

| 2001年6月17日 14:00 |

| アルゼンチン                                  | 2 – 0    | フィンランド |
| マキシ・ロドリゲス 38分 · ダレッサンドロ 67分 | リポート |              |

| エスタディオ・ホセ・アマルフィターニ、ブエノスアイレス 観客数: 24,000 主審: 孫葆潔 |

| 2001年6月17日 16:45 |

| エジプト | 0 – 0    | ジャマイカ |
|          | リポート |            |

| エスタディオ・ホセ・アマルフィターニ、ブエノスアイレス 観客数: 2,000 主審: ギド・アロス |

| 2001年6月20日 14:00 |

| ジャマイカ | 0 – 1    | フィンランド      |
|            | リポート | ヴァイリネン 87分 |

| エスタディオ・ホセ・アマルフィターニ、ブエノスアイレス 観客数: 4,000 主審: シャムスル・マイディン |

| 2001年6月20日 16:45 |

| エジプト         | 1 – 7    | アルゼンチン |
| エル・ヤマニ 5分 | リポート | サビオラ 7分, 15分, 44分 (pen.) · コロッチーニ 20分 · ロマニョーリ 55分 · マキシ・ロドリゲス 64分 · アミン 67分 (o.g.) |

| エスタディオ・ホセ・アマルフィターニ、ブエノスアイレス 観客数: 25,000 主審: アラン・ハメル |

| 2001年6月23日 14:00 |

| アルゼンチン                                                       | 5 – 1    | ジャマイカ      |
| コロッチーニ 3分 · サビオラ 7分, 86分 (pen.) · エレーラ 14分, 38分 | リポート | ドーキンス 78分 |

| エスタディオ・ホセ・アマルフィターニ、ブエノスアイレス 観客数: 27,000 主審: ナセル・アル・ハムダン |

| 2001年6月23日 16:45 |

| フィンランド    | 1 – 2    | エジプト                  |
| ショルンド 74分 | リポート | ハムザ 10分 · リアド 62分 |

| エスタディオ・ホセ・アマルフィターニ、ブエノスアイレス 観客数: 3,000 主審: ウィウソン・ジ・ソウザ |

### グループB
| チーム   | 試 | 勝 | 分 | 敗 | 得 | 失 | 差 | 点 |
| -------- | -- | -- | -- | -- | -- | -- | -- | -- |
| ブラジル | 3  | 3  | 0  | 0  | 10 | 1  | +9 | 9  |
| ドイツ   | 3  | 2  | 0  | 1  | 7  | 3  | +4 | 6  |
| イラク   | 3  | 1  | 0  | 2  | 5  | 9  | −4 | 3  |
| カナダ   | 3  | 0  | 0  | 3  | 0  | 9  | −9 | 0  |

| 2001年6月17日 14:00 |

| ブラジル           | 2 – 0    | ドイツ |
| ホベルチ 9分, 11分 | リポート |        |

| エスタディオ・マリオ・アルベルト・ケンペス、コルドバ 観客数: 5,100 主審: ケヴィン・ストット |

| 2001年6月17日 16:45 |

| イラク                                            | 3 – 0    | カナダ |
| モハメド 21分 · シアマンド 33分 · ハヌーシュ 43分 | リポート |        |

| エスタディオ・マリオ・アルベルト・ケンペス、コルドバ 観客数: 5,100 主審: コフィ・コジア |

| 2001年6月20日 14:00 |

| カナダ | 0 – 4    | ドイツ                                    |
|        | リポート | アウアー 18分, 67分, 70分 · プロイス 83分 |

| エスタディオ・マリオ・アルベルト・ケンペス、コルドバ 観客数: 1,000 主審: ハイレメラク・テッセマ |

| 2001年6月20日 16:45 |

| イラク        | 1 – 6    | ブラジル                                                                              |
| モハメド 82分 | リポート | フェルナンド 8分 (pen.) · ピンガ 13分 · ホベルチ 27分, 72分 · アドリアーノ 29分, 45分 |

| エスタディオ・マリオ・アルベルト・ケンペス、コルドバ 観客数: 1,000 主審: ソリン・コルポデアン |

| 2001年6月23日 14:00 |

| ブラジル                          | 2 – 0    | カナダ |
| アドリアーノ 21分 · ホベルチ 65分 | リポート |        |

| エスタディオ・マリオ・アルベルト・ケンペス、コルドバ 観客数: 1,500 主審: ジャグデーシュ・ビームル |

| 2001年6月23日 16:45 |

| ドイツ                                               | 3 – 1    | イラク                     |
| プロイス 40分 · ムナイム 60分 (o.g.) · アウアー 65分 | リポート | ラパツィンスキ 37分 (o.g.) |

| エスタディオ・マリオ・アルベルト・ケンペス、コルドバ 観客数: 2,000 主審: イシェム・ギラ |

### グループC
| チーム         | 試 | 勝 | 分 | 敗 | 得 | 失 | 差 | 点 |
| -------------- | -- | -- | -- | -- | -- | -- | -- | -- |
| ウクライナ     | 3  | 1  | 2  | 0  | 5  | 3  | +2 | 5  |
| アメリカ合衆国 | 3  | 1  | 1  | 1  | 5  | 3  | +2 | 4  |
| 中華人民共和国 | 3  | 1  | 1  | 1  | 1  | 1  | 0  | 4  |
| チリ           | 3  | 1  | 0  | 2  | 4  | 8  | −4 | 3  |

| 2001年6月17日 14:00 |

| アメリカ合衆国 | 0 – 1    | 中華人民共和国 |
|                | リポート | 曲波 50分      |

| エスタディオ・マルビナス・アルヘンティナス、メンドーサ 観客数: 7,500 主審: イシェム・ギラ |

| 2001年6月17日 16:45 |

| チリ                            | 2 – 4    | ウクライナ                                             |
| ミジャール 38分 · パルド 90+2分 | リポート | Byelik 14分, 50分 · Oyarzun 36分 (o.g.) · Valeyev 78分 |

| エスタディオ・マルビナス・アルヘンティナス、メンドーサ 観客数: 7,500 主審: ナセル・アル・ハムダン |

| 2001年6月20日 14:00 |

| ウクライナ | 0 – 0    | 中華人民共和国 |
|            | リポート |                |

| エスタディオ・マルビナス・アルヘンティナス、メンドーサ 観客数: 3,500 主審: ジャグデーシュ・ビームル |

| 2001年6月20日 16:45 |

| チリ          | 1 – 4    | アメリカ合衆国                                                 |
| バルデス 28分 | リポート | ビーズリー 6分, 40分 · ブラッド・デイヴィス 69分 · バドル 75分 |

| エスタディオ・マルビナス・アルヘンティナス、メンドーサ 観客数: 5,500 主審: クラウディオ・マルティン |

| 2001年6月23日 14:00 |

| アメリカ合衆国 | 1 – 1    | ウクライナ    |
| アリーナ 39分  | リポート | ストヤン 89分 |

| エスタディオ・マルビナス・アルヘンティナス、メンドーサ 観客数: 7,000 主審: カルロス・アマリージャ |

| 2001年6月23日 16:45 |

| 中華人民共和国 | 0 – 1    | チリ          |
|                | リポート | ベリオス 87分 |

| エスタディオ・マルビナス・アルヘンティナス、メンドーサ 観客数: 8,000 主審: コフィ・コジア |

### グループD
| チーム         | 試 | 勝 | 分 | 敗 | 得 | 失 | 差 | 点 |
| -------------- | -- | -- | -- | -- | -- | -- | -- | -- |
| アンゴラ       | 3  | 1  | 2  | 0  | 3  | 2  | +1 | 5  |
| チェコ         | 3  | 1  | 1  | 1  | 3  | 3  | 0  | 4  |
| オーストラリア | 3  | 1  | 1  | 1  | 3  | 4  | −1 | 4  |
| 日本           | 3  | 1  | 0  | 2  | 4  | 4  | 0  | 3  |

| 2001年6月18日 14:00 |

| アンゴラ | 0 – 0    | チェコ |
|          | リポート |        |

| エスタディオ・ニューウェルス・オールド・ボーイス、ロサリオ 観客数: 1,500 主審: ホセ・ピネダ |

| 2001年6月18日 16:45 |

| 日本 | 0 – 2    | オーストラリア                           |
|      | リポート | 羽田憲司 59分 (o.g.) · オーウェンス 69分 |

| エスタディオ・ニューウェルス・オールド・ボーイス、ロサリオ 観客数: 5,000 主審: オルハン・エルデミル |

| 2001年6月21日 14:00 |

| オーストラリア | 0 – 3    | チェコ                                  |
|                | リポート | ムシル 27分 · ユン 30分 · マツェク 47分 |

| エスタディオ・ニューウェルス・オールド・ボーイス、ロサリオ 観客数: 1,200 主審: カルロス・アマリージャ |

| 2001年6月21日 16:45 |

| 日本          | 1 – 2    | アンゴラ                     |
| 山瀬功治 61分 | リポート | メンドンサ 9分 · ラスカ 81分 |

| エスタディオ・ニューウェルス・オールド・ボーイス、ロサリオ 観客数: 2,000 主審: マヌエル・メフト・ゴンサレス |

| 2001年6月24日 14:00 |

| アンゴラ        | 1 – 1    | オーストラリア           |
| マントラス 12分 | リポート | オーウェンス 82分 (pen.) |

| エスタディオ・ニューウェルス・オールド・ボーイス、ロサリオ 観客数: 3,500 主審: アラン・ハメル |

| 2001年6月24日 16:45 |

| チェコ | 0 – 3    | 日本                                        |
|        | リポート | 森崎浩司 74分 · 山瀬功治 80分 · 田原豊 87分 |

| エスタディオ・ニューウェルス・オールド・ボーイス、ロサリオ 観客数: 8,500 主審: ケヴィン・ストット |

### グループE
| チーム     | 試 | 勝 | 分 | 敗 | 得 | 失 | 差 | 点 |
| ---------- | -- | -- | -- | -- | -- | -- | -- | -- |
| コスタリカ | 3  | 3  | 0  | 0  | 7  | 2  | +5 | 9  |
| エクアドル | 3  | 1  | 1  | 1  | 3  | 3  | 0  | 4  |
| オランダ   | 3  | 1  | 1  | 1  | 5  | 6  | −1 | 4  |
| エチオピア | 3  | 0  | 0  | 3  | 4  | 8  | −4 | 0  |

| 2001年6月18日 14:00 |

| エクアドル                    | 2 – 1    | エチオピア           |
| ミーニャ 25分 · グアグア 63分 | リポート | アンダルガチェウ 4分 |

| エスタディオ・パドレ・エルネスト・マルテアレナ、サルタ 観客数: 14,000 主審: マーク・シールド |

| 2001年6月18日 16:45 |

| オランダ    | 1 – 3    | コスタリカ                          |
| ヘルシ 63分 | リポート | モンテロ 38分 · パルクス 48分, 54分 |

| エスタディオ・パドレ・エルネスト・マルテアレナ、サルタ 観客数: 14,000 主審: アブドゥルハキム・シェルマニ |

| 2001年6月21日 14:00 |

| コスタリカ                         | 3 – 1    | エチオピア        |
| パルクス 8分, 49分 · ストット 61分 | リポート | ヨルダノス 90+2分 |

| エスタディオ・パドレ・エルネスト・マルテアレナ、サルタ 観客数: 10,000 主審: マイク・マカリー |

| 2001年6月21日 16:45 |

| エクアドル    | 1 – 1    | オランダ    |
| バルガス 85分 | リポート | コリン 21分 |

| エスタディオ・パドレ・エルネスト・マルテアレナ、サルタ 観客数: 10,000 主審: 上川徹 |

| 2001年6月24日 14:00 |

| エクアドル | 0 – 1    | コスタリカ        |
|            | リポート | エルナンデス 85分 |

| エスタディオ・パドレ・エルネスト・マルテアレナ、サルタ 観客数: 15,000 主審: テルエ・ハウゲ |

| 2001年6月24日 16:45 |

| エチオピア                                     | 2 – 3    | オランダ                                      |
| ゼウドゥ 52分 (pen.) · アンダルガチェウ 90+2分 | リポート | コルク 22分 · ヘルシ 41分 · フンテラール 78分 |

| エスタディオ・パドレ・エルネスト・マルテアレナ、サルタ 観客数: 17,000 主審: アブドゥルハキム・シェルマニ |

### グループF
| チーム     | 試 | 勝 | 分 | 敗 | 得 | 失 | 差 | 点 |
| ---------- | -- | -- | -- | -- | -- | -- | -- | -- |
| ガーナ     | 3  | 2  | 1  | 0  | 3  | 1  | +2 | 7  |
| フランス   | 3  | 1  | 2  | 0  | 7  | 2  | +5 | 5  |
| パラグアイ | 3  | 1  | 1  | 1  | 5  | 4  | +1 | 4  |
| イラン     | 3  | 0  | 0  | 3  | 0  | 8  | −8 | 0  |

| 2001年6月18日 14:00 |

| ガーナ                            | 2 – 1    | パラグアイ    |
| エッシェン 58分 · ボアテング 63分 | リポート | グズマン 69分 |

| エスタディオ・ホセ・マリア・ミネージャ、マル・デル・プラタ 観客数: 2,000 主審: テルエ・ハウゲ |

| 2001年6月18日 16:45 |

| フランス                                            | 5 – 0    | イラン |
| ブニェ 59分 · メクセス 62分 · シセ 66分, 87分, 90分 | リポート |        |

| エスタディオ・ホセ・マリア・ミネージャ、マル・デル・プラタ 観客数: 4,500 主審: ウィウソン・ジ・ソウザ |

| 2001年6月21日 14:00 |

| フランス                | 2 – 2    | パラグアイ                  |
| ブニェ 10分 · シセ 48分 | リポート | フレテス 53分 · デバカ 72分 |

| エスタディオ・ホセ・マリア・ミネージャ、マル・デル・プラタ 観客数: 4,575 主審: マーク・シールド |

| 2001年6月21日 16:45 |

| ガーナ          | 1 – 0    | イラン |
| ボアテング 44分 | リポート |        |

| エスタディオ・ホセ・マリア・ミネージャ、マル・デル・プラタ 観客数: 3,950 主審: アラン・ハメル |

| 2001年6月24日 14:00 |

| ガーナ | 0 – 0    | フランス |
|        | リポート |          |

| エスタディオ・ホセ・マリア・ミネージャ、マル・デル・プラタ 観客数: 13,000 主審: クラウディオ・マルティン |

| 2001年6月24日 16:45 |

| パラグアイ                      | 2 – 0    | イラン |
| ゴンサレス 72分 · ヒメネス 89分 | リポート |        |

| エスタディオ・ホセ・マリア・ミネージャ、マル・デル・プラタ 観客数: 6,000 主審: マヌエル・メフト・ゴンサレス |

### 3位
| チーム         | 試 | 勝 | 分 | 敗 | 得 | 失 | 差 | 点 |
| -------------- | -- | -- | -- | -- | -- | -- | -- | -- |
| パラグアイ     | 3  | 1  | 1  | 1  | 5  | 4  | +1 | 4  |
| 中華人民共和国 | 3  | 1  | 1  | 1  | 1  | 1  | 0  | 4  |
| オランダ       | 3  | 1  | 1  | 1  | 5  | 6  | −1 | 4  |
| オーストラリア | 3  | 1  | 1  | 1  | 3  | 4  | −1 | 4  |
| フィンランド   | 3  | 1  | 0  | 2  | 2  | 4  | −2 | 3  |
| イラク         | 3  | 1  | 0  | 2  | 5  | 9  | −4 | 3  |

## 決勝トーナメント

### ベスト16
| 2001年6月27日 14:00 |

| アメリカ合衆国 | 0 – 2    | エジプト                               |
|                | リポート | リアド 76分 (pen.) · エル・ヤマニ 88分 |

| エスタディオ・ホセ・アマルフィターニ、ブエノス・アイレス 観客数: 10,000 主審: ソリン・コルポデアン |

| 2001年6月27日 17:00 |

| アルゼンチン                     | 2 – 1    | 中国      |
| ロドリゲス 4分 · ドミンゲス 79分 | リポート | 曲波 55分 |

| エスタディオ・ホセ・アマルフィターニ、ブエノス・アイレス 観客数: 32,000 主審: トーマス・マッカリー |

| 2001年6月27日 14:00 |

| フランス                                 | 3 – 2    | ドイツ                          |
| シセ 34分 (pen.), 90+3分 · メンディ 41分 | リポート | アウア 19分 · ブルクハルト 78分 |

| エスタディオ・シャトー・カレーラス, コルドバ 観客数: 35,000 主審: ギド・アロス |

| 2001年6月27日 17:00 |

| ブラジル                                                        | 4 – 0    | オーストラリア |
| アドリアーノ 27分, 66分 · カカ 53分 · エドゥアルド・コスタ 74分 | リポート |                |

| エスタディオ・シャトー・カレーラス, コルドバ 観客数: 7,895 主審: 上川徹 |

| 2001年6月28日 14:00 |

| ウクライナ    | 1 – 2    | パラグアイ                      |
| ビエリク 90分 | リポート | ベニテス 19分 · ゴンサレス 43分 |

| エスタディオ・マルビナス・アルヘンティナス, メンドーサ 観客数: 9,000 主審: ホセ・ピネダ |

| 2001年6月28日 16:45 |

| アンゴラ | 0 – 2    | オランダ                            |
|          | リポート | ムスタファ 52分 · フンテラール 86分 |

| エスタディオ・ニューウェルズ・オールド・ボーイズ, ロサリオ 観客数: 5,000 主審: シャムスル・マイディン |

| 2001年6月28日 14:00 |

| コスタリカ    | 1 – 2    | チェコ                  |
| スコット 24分 | リポート | ムシル 21分 · ユン 71分 |

| エスタディオ・パドレ・エルネスト・マルテアレナ、サルタ 観客数: 13,000 主審: ハイレメラク・テッセマ |

| 2001年6月28日 16:45 |

| ガーナ        | 1 – 0    | エクアドル |
| メンサー 37分 | リポート |            |

| エスタディオ・ホセ・マリア・ミネージャ、マル・デル・プラタ 観客数: 11,000 主審: オルハン・エルデミル |

### 準々決勝
| 2001年7月1日 14:00 |

| アルゼンチン                      | 3 – 1    | フランス      |
| サビオラ 5分, 45+1分 (pen.), 83分 | リポート | メクセス 44分 |

| エスタディオ・ホセ・アマルフィターニ、ブエノスアイレス 観客数: 32,000 主審: テリエ・ハウゲ |

| 2001年7月1日 16:45 |

| ガーナ                                    | 2 – 1    | ブラジル          |
| アブドゥル・ラザク 80分 · メンサー 90+3分 | リポート | アドリアーノ 44分 |

| エスタディオ・シャトー・カレーラス、コルドバ 観客数: 11,000 主審: マヌエル・メフト・ゴンサレス |

| 2001年7月1日 14:00 |

| チェコ | 0 – 1    | パラグアイ      |
|        | リポート | サルセード 31分 |

| エスタディオ・マルビナス・アルヘンティナス、メンドーサ 観客数: 6,000 主審: コフィ・コディア |

| 2001年7月1日 16:45 |

| オランダ                      | 1 – 2    | エジプト                        |
| ファン・デル・ファールト 33分 | リポート | アミン 47分 · エル・ヤマニ 65分 |

| エスタディオ・ニューウェルズ・オールドボーイズ、ロサリオ 観客数: 6,500 主審: クラウディオ・マルティン |

### 準決勝
| 2001年7月4日 14:00 |

| エジプト | 0 – 2    | ガーナ                                       |
|          | リポート | イヌサー 83分 · エル・アトラウィ 88分 (o.g.) |

| エスタディオ・シャトー・カレーラス, コルドバ 観客数: 10,000 主審: マーク・シールド |

| 2001年7月4日 16:45 |

| アルゼンチン                                                                  | 5 – 0    | パラグアイ |
| サビオラ 18分, 24分 · ロマニョーリ 41分 · ダレッサンドロ 52分 · エレーラ 70分 | リポート |            |

| エスタディオ・ホセ・アマルフィターニ、ブエノスアイレス 観客数: 32,000 主審: ウィウソン・ジ・ソウザ |

### 3位決定戦
| 2001年7月8日 13:00 |

| パラグアイ | 0 – 1    | エジプト          |
|            | リポート | エル・ヤマニ 64分 |

| エスタディオ・ホセ・アマルフィターニ、ブエノスアイレス 観客数: 10,000 主審: 上川徹 |

### 決勝
| 2001年7月8日 15:45 |

| アルゼンチン                                           | 3 – 0    | ガーナ |
| コロット 6分 · サビオラ 14分 · マキシ・ロドリゲス 73分 | リポート |        |

| エスタディオ・ホセ・アマルフィターニ、ブエノスアイレス 観客数: 32,000 主審: マヌエル・メフト・ゴンサレス |

## 最終結果
| FIFAワールドユース選手権2001優勝国 |
| ---------------------------------- |
| · アルゼンチン · 2大会ぶり4度目    |

## 表彰
- ゴールデンシューズ賞　ハビエル・サビオラ アルゼンチン
- ゴールデンボール賞　ハビエル・サビオラ アルゼンチン
- フェアプレー賞　 アルゼンチン

## 得点ランキング
| 順位 | 選手名                 | 国           | 得点数   | 試合数 |
| ---- | ---------------------- | ------------ | -------- | ------ |
| 1    | ハビエル・サビオラ     | アルゼンチン | 11 (3PK) | 7      |
| 2    | アドリアーノ           | ブラジル     | 6        | 5      |
| 2    | ジブリル・シセ         | フランス     | 6 (1PK)  | 5      |
| 3    | ベンジャミン・アウアー | ドイツ       | 5        | 4      |
| 3    | ホベルチ               | ブラジル     | 5        | 5      |

## 主な出場選手
- ファブリシオ・コロッチーニ
- ハビエル・サビオラ
- アンドレス・ダレッサンドロ
- マキシ・ロドリゲス
- レアンドロ・ロマニョーリ
- マイケル・エッシェン
- ジョン・ペイントシル
- サリー・ムンタリ
- アドリアーノ
- カカ
- マイコン・ダグラス・シセナンド
- ササ・サルセード
- ジブリル・シセ
- フィリップ・メクセス
- ラファエル・ファン・デル・ファールト
- クラース・ヤン・フンテラール
- アリエン・ロッベン
- ミカエル・フォルセル
- トマーシュ・ユン
- ランドン・ドノバン
- ジュリアン・デ・グスマン
- 駒野友一
- 前田遼一
- 山瀬功治
- ホッサム・ガリ
- ペドロ・マントラス
- ルーク・ウィルクシャー
- スコット・マクドナルド